# 小奴可村
小奴可村（おぬかむら）は、広島県比婆郡にあった村。現在の庄原市の一部にあたる。

## 地理
高梁川水系・東城川（成羽川）の上流域で、道後山南麓に位置していた。

## 歴史
- 1889年（明治22年）4月1日、町村制の施行により、奴可郡小奴可村、加谷村、内堀村、塩原村、千鳥村、小串村が合併して村制施行し、小奴可村が発足[1][2]。旧村名を継承した小奴可、加谷、内堀、塩原、千鳥、小串の6大字を編成[2]。
- 1898年（明治31年）10月1日、郡の統合により比婆郡に所属[1][2]。
- 1928年（昭和3年）電気点灯[2]。小奴可倶楽部（区公会堂）落成[2]。
- 1955年（昭和30年）4月1日、比婆郡東城町・八幡村・田森村・久代村・帝釈村、神石郡新坂村（一部）と合併し、東城町が存続して廃止された[1][2]。

## 産業
- 農業、畜産、養蚕、薪炭、林業[2]

## 交通

### 鉄道
- 1935年（昭和10年）三神線（現芸備線）小奴可まで延長し小奴可駅開設[2]。

## 教育
- 1948年（昭和23年）広島県立東城高等学校定時制小奴可分校開設[2]。
- 1948年（昭和23年）大字加谷に小奴可中学校校舎落成[2]。